# Touvois
Touvois (bretonisch: Tolvez, Gallo: Tovoéz) ist eine französische Gemeinde mit 1936 Einwohnern (Stand: 1. Januar 2022) im Département Loire-Atlantique in der Region Pays de la Loire. Sie gehört administrativ zum Arrondissement Nantes und ist Teil des Kantons Saint-Philbert-de-Grand-Lieu. Die Einwohner werden Touvoisien(ne)s genannt.

## Geografie
Touvois liegt etwa 36 Kilometer südsüdwestlich von Nantes im Pays de Retz. Umgeben wird Touvois von den Nachbargemeinden Saint-Étienne-de-Mer-Morte im Norden und Nordwesten, Corcoué-sur-Logne im Norden und Nordosten, Legé im Osten, Grand’Landes im Südosten, Falleron im Süden und Südwesten sowie Froidfond im Westen und Südwesten.
Die Weinbaugebiete Gros Plant du Pays Nantais, Muscadet und Muscadet-Côtes de Grandlieu reichen in das Gemeindegebiet hinein.
Durch die Gemeinde führt die frühere Route nationale 753 (heutige D753).

## Bevölkerungsentwicklung
| Jahr      | 1962 | 1968 | 1975 | 1982 | 1990 | 1999 | 2006 | 2017 |
| --------- | ---- | ---- | ---- | ---- | ---- | ---- | ---- | ---- |
| Einwohner | 1542 | 1497 | 1409 | 1362 | 1340 | 1302 | 1425 | 1828 |

## Sehenswürdigkeiten
- Kirche von Touvois

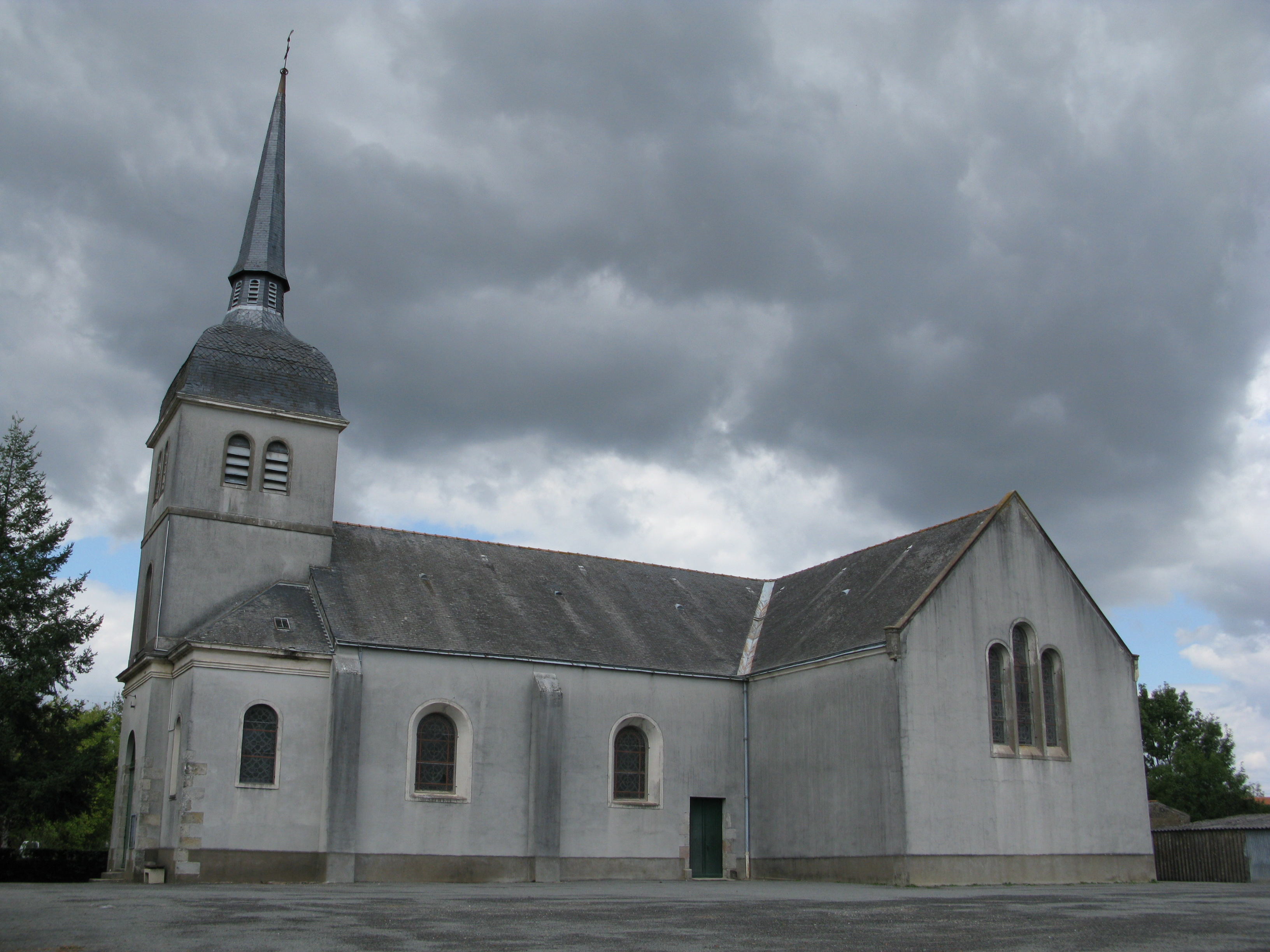
Kirche von Touvois

- Kapelle von Fréligné aus dem 12./13. Jahrhundert